# Peristedion unicuspis
Peristedion unicuspis is een  straalvinnige vissensoort uit de familie van pantserponen (Peristediidae). De wetenschappelijke naam van de soort is voor het eerst geldig gepubliceerd in 1967 door Miller.